# Pedro Martins (jésuite)
Pour les articles homonymes, voir Pedro Martins et Martins.
Pedro Martins, né vers 1541 à Coimbra (Portugal) et décédé en mer le 13 février 1598, près de Malacca (Malaisie), est un prêtre jésuite portugais, missionnaire en Inde puis au Japon.

## Biographie
Pedro Martins entre dans la Compagnie de Jésus le 25 mai 1556 — quelques mois avant le décès de son fondateur, Ignace de Loyola — et fait son noviciat à Coimbra.  
Comme jésuite, il fait de longues études en arts et en théologie à l'université d'Évora. Son ordination sacerdotale a lieu à Évora, en juillet 1570. Une de ses premières missions sera celle de chapelain de l'armée du roi Sébastien Ier. Cette mission lui vaudra d'être fait prisonnier lors de la bataille de Ksar El Kébir. Il échappe à la mort. Libéré il est nommé recteur du collège jésuite de Porto.  
Élu en 1584 comme procureur de la province du Portugal à Rome, il demande au Supérieur général Claudio Acquaviva d'être affecté à la mission d'Extrême-Orient. Il arrive à Goa en 1585 et y séjournera près de 10 ans exerçant la responsabilité de recteur du collège de Goa avant de devenir provincial des jésuites de l'Inde et Extrême-Orient.  
En 1592, il apprend que le pape l'a choisi pour être évêque du Japon. Pedro Martins reçoit la consécration épiscopale à Goa en octobre 1592. Son voyage vers l'Empire du Soleil levant prendra 3 ans. Il réside d'abord quelque temps à Macao. La persécution contre les chrétiens au Japon devenant virulente il estime souhaitable de s'occuper de ses chrétiens par des délégués de Macao, où il est arrivé en août 1593. Usant de son pouvoir épiscopal sur le Japon et gouverneur apostolique de Macao (à la place de son titulaire Leonardo de Sá, captif à Atjeh (Dachem), il prononce une excommunication contre les commerçants chrétiens, portugais et japonais, engagés dans la traite des esclaves japonais et coréens.
En juillet 1596, Pedro Martins quitte enfin Macao pour entrer au Japon le 14 août ou il établit sa résidence à Nagasaki, « cité chrétienne », plutôt qu'à Ōita. Au Japon, il est le premier évêque résidant. Le 23 octobre, il rend visite à Toyotomi Hideyoshi en tant qu'évêque au Japon et légat du vice-roi des Indes. L'audience fut marquée par la pompe et la courtoisie, et Martins fut autorisé à visiter les communautés chrétiennes de Miyako (l'actuel Kyoto) et des environs. Hideyoshi autorisa aussi (du bout des lèvres...) les missionnaires à résider au Japon, mais l'autorisation fut pratiquement révoquée peu de temps après, par un ordre écrit adressé aux daimyos chrétiens de Corée, les obligeant à expulser les missionnaires. Il n'aura résidé qu'un an. Cependant, à l'occasion de la mort des 26 martyrs de Nagasaki (5 février 1597), il voulut manifester publiquement sa solidarité avec eux, mais les autres missionnaires lui firent abandonner cette idée afin d'éviter de nouvelles difficultés. 
Face à l'hostilité des autorités japonaises il doit partir. En mars 1597, il est de retour à Macao et en décembre, il rencontre son évêque auxiliaire Luis Cerqueira et sept autres jésuites. Tous sont d'accord pour que Pedro Martins retourne en Inde pour discuter avec le vice-roi de la meilleure manière d'améliorer les relations avec Hideyoshi.
Il s'embarque le 20 janvier 1598 et, trois lieues avant d'atteindre Malacca, Mgr Pedro Martins meurt de maladie (13 février 1598) sur le bateau qui le ramène en Inde. Il est enterré à Malacca, en Malaisie.